# Stockelsdorf
Stockelsdorf là một đô thị thuộc huyện Ostholstein, bang Schleswig-Holstein, Đức. It is situated directly northwest of Lübeck.

## Partner towns
- Le Portel, Départment Pas-de-Calais
- Okonek, Greater Poland Voivodeship